# Thylacanthus
Thylacanthus là một chi thực vật có hoa trong họ Đậu.